# 地方財政審議会
地方財政審議会（ちほうざいせいしんぎかい）は、総務省の審議会等の一つ。地方交付税、地方譲与税、各種交付金、地方公共団体の翌年度の歳入歳出総額の見込額等に関し、法令によりその権限に属させられた事項を審議し、総務大臣に必要な勧告をすることを任務とする。
1952年に廃止された地方財政委員会（第2次）に代わる機関として設置された。

## 所掌事務
総務大臣は、地方交付税の交付に関する命令の制定等の立案をしようとするとき、地方財政計画の原案を作成しようとするとき、各地方自治体に交付すべき地方交付税の額を決定等しようとするとき等の場合には、地方財政審議会の意見を聴かなければならないものとされている（地方交付税法第23条）。
また、内閣総理大臣及び各省大臣は、その管理する事務で地方公共団体の負担を伴うものに関する法令案について、あらかじめ総務大臣の意見を求めなければならないが、総務大臣は、うち重要なものについて意見を述べようとするときは、地方財政審議会の意見を聴かなければならない（地方財政法第21条）。
この他、地方競馬、自動車競技及びモーターボート競走を行うことのできる市町村の指定等、法令によりその権限に属させられた事項を審議し、総務大臣に対し、必要な勧告をすることができるほか、関係機関に対し、意見を述べることができる。

### 所掌事務について定めた法令一覧
- 地方公務員等共済組合法
- 地方財政法
- 地方交付税法
- 競馬法
- 自転車競技法
- モーターボート競走法
- 地方公営企業法
- 地方財政再建促進特別措置法
- 地方税法
- 地方道路譲与税法
- 石油ガス譲与税法
- 自動車重量譲与税法
- 特別とん譲与税法
- 航空機燃料譲与税法
- 国有提供施設等所在市町村助成交付金に関する法律
- 地方特例交付金等の地方財政の特別措置に関する法律
- 当せん金付証票法
- 道路交通法
- 地方財政法施行令
- 地方公務員等共済組合法施行令

## 組織

### 委員
委員5人をもって組織され、会長は、委員の互選により選任される。委員は、地方自治に関して優れた識見を有する者のうちから、両議院の同意を得て、総務大臣が任命する（国会同意人事）。委員のうちには、全国知事会及び全国都道府県議会議長会が共同推薦した者、全国市長会及び全国市議会議長会が共同推薦した者、全国町村会及び全国町村議会議長会が共同推薦した者を各1名含まなければならない。
委員の任期は3年であり、再任されることができる。

### 分科会
地方財政審議会令第3条第1項により審議会に以下の分科会を置き、審議会の所掌事務の一部を分科会に担わせている。
- 地方公務員共済組合分科会
- 固定資産評価分科会

## 歴代会長等
- 堀場勇夫